# Hommingberger Gepardenforelle
Hommingberger Gepardenforelle ist ein Suchbegriff, mit welchem die Computerzeitschrift c’t im April 2005 einen Suchmaschinenoptimierungs-Wettbewerb ausrief. Ziel war, an den zwei Stichtagen 15. Mai und 15. Dezember 2005 jeweils um 11:00 Uhr die beste Position in den Suchmaschinen Google, Yahoo, MSN und Seekport zu belegen. Damit sollte ein Einblick in die Rankingmechanismen der Suchdienste und aktuelle Trends der Optimierung – legitime wie unerwünschte – ermöglicht werden.

## Der Wettbewerb
Der Begriff „Hommingberger Gepardenforelle“ wurde gewählt, weil es weder einen Ort Hommingberg noch eine Gepardenforelle gibt und somit die Suchmaschinen dazu vor dem Beginn des Wettbewerbes keine Treffer lieferten. Vorbilder waren der englische Begriff Nigritude ultramarine und der Versuchsaufbau von Schnitzelmitkartoffelsalat.
Die erste Ankündigung erfolgte von der Redaktion des heise-Verlags am 16. April 2005 gegen 13 Uhr und wurde bald von mehreren Weblogs kommentiert. Die von der heise-Redaktion eingerichtete Seite lief außer Konkurrenz. Als Stichtage wurden der 15. Mai und der 15. Dezember 2005, jeweils 11.00 Uhr festgelegt. Die heise-Redaktion veröffentlichte jeweils eine Meldung mit Zwischenbilanz. Obwohl keine Preisgelder ausgelobt wurden, konnte sich der heise-Verlag über ein gewaltiges Echo in den Medien zu der Ausschreibung freuen. Bei Spiegel.online erschien beispielsweise schon am 25. April 2005 ein langer Artikel mit der Überschrift :„Der erfolgreichste Fisch der Welt“. Danach gingen allerdings heftige Beschwerden bei Spiegel online ein, weil befürchtet wurde, dass der Artikel das Ergebnis des Wettbewerbs beeinflussen könnte.

## Strategien
Die Strategien zum Gewinnen des Wettbewerbs waren vielfältig. So wurden Blogs und Webseiten gebaut, Links ausgetauscht, Pressemitteilungen veröffentlicht und ein Poetry-Slam-Wettbewerb erfunden. Vor allem Webseiten mit hochwertigen Inhalten waren erfolgreich.:85 Unter den ersten Plätzen fanden sich etablierte Websites, die ihren schon vorher hohen Bekanntheitsgrad gewinnbringend einsetzen konnten. Andere stellten (notwendigerweise erfundene) Geschichten auf ihren Webseiten vor, auch bebilderte Sichtungen, Züchtungserfolge, Videos und Webcams. Webseiten mit den Zielbegriffen in der Domäne wurden bevorzugt von den Suchmaschinen aufgegriffen. Viele Teilnehmer konzentrierten sich auf den Austausch von Links und Backlinks – eine mäßig erfolgreiche Strategie, sofern nicht auch viel ansprechender Inhalt vorhanden war. Die Aufmerksamkeit der Medien und der Internetnutzer erlangte für manche Firmen so große Bedeutung, dass sogar bezahlte Anzeigen in Google-Adwords erschienen und andere Geld für Backlinks anboten.

## Entwicklung
Schon wenige Tage nach dem Start des Wettbewerbs wuchs die Anzahl der Treffer, die die Suchmaschinen auf den Suchbegriff „Hommingberger Gepardenforelle“ lieferten, stark an. Von anfänglichen 100.000 Treffern nach einigen Tagen lieferte Google im Laufe des Wettbewerbs bis zu 3,8 Millionen Treffer::85

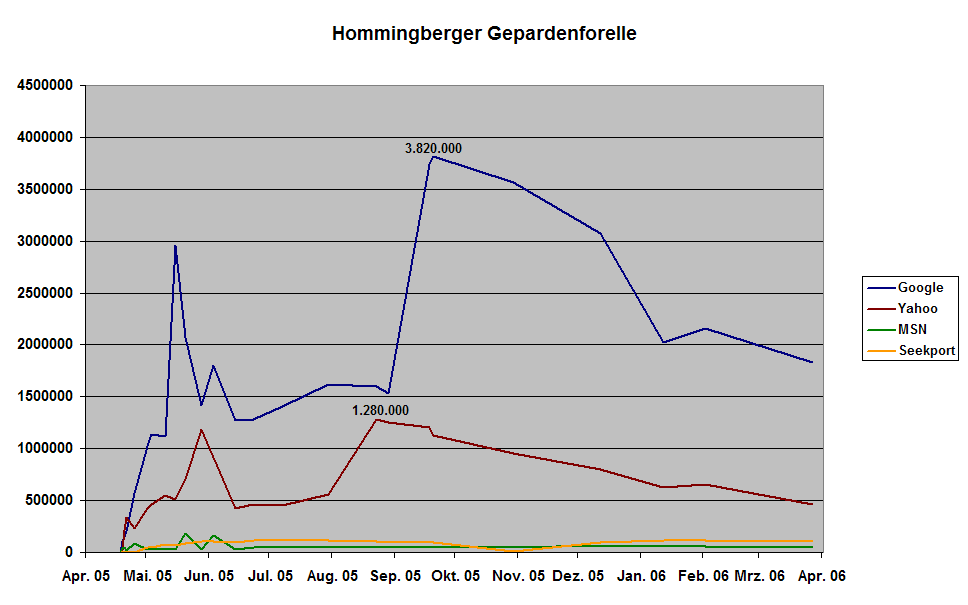
Graphische Darstellung der Entwicklung

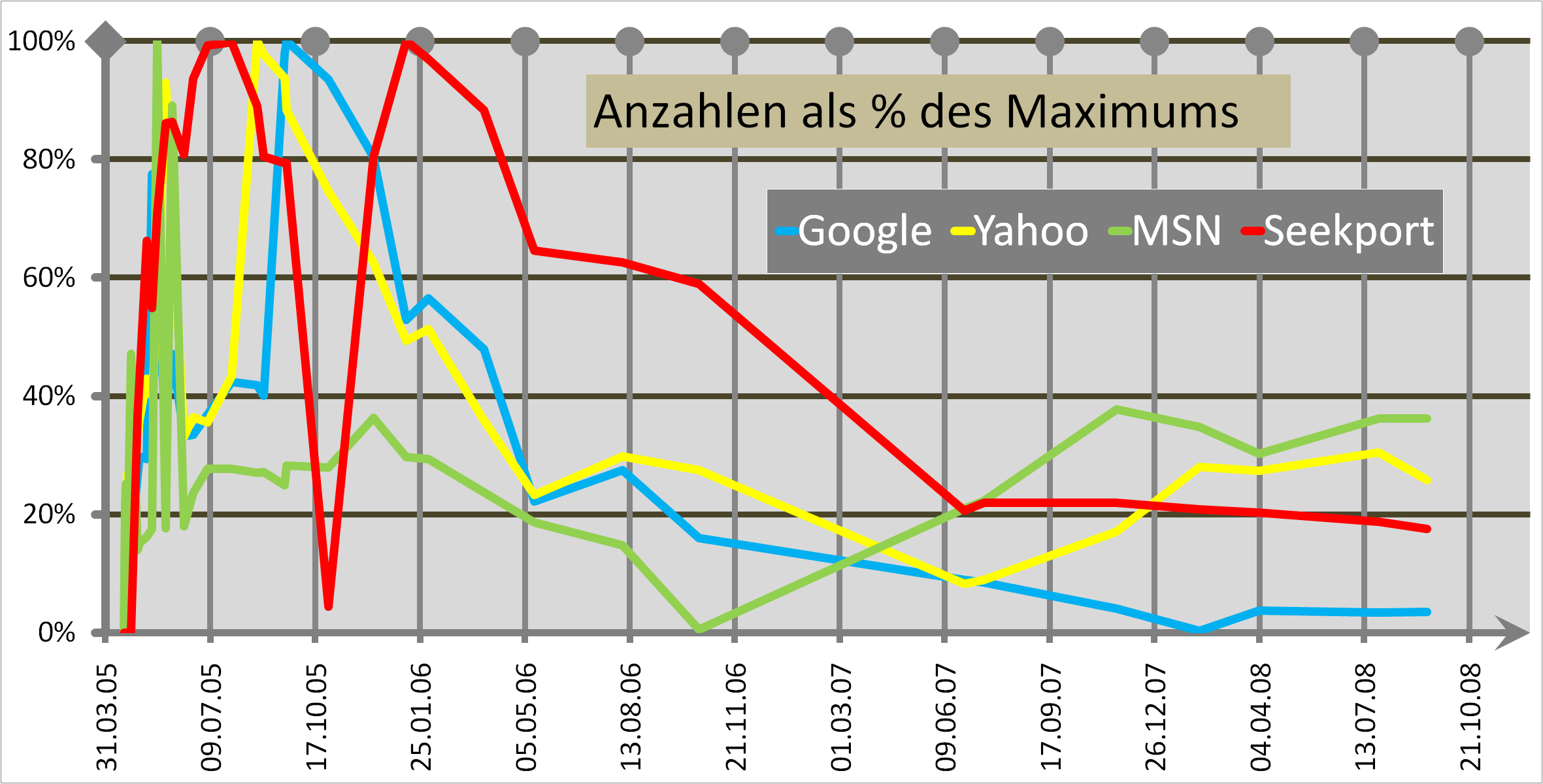
Darstellung der Anzahl als Prozent der jeweiligen maximalen Anzahl

| Datum              | Google     | Yahoo      | MSN/Bing  | Seekport    |
| ------------------ | ---------- | ---------- | --------- | ----------- |
| 18. April 2005     | 00000979   | 00000752   | 00000730  | 00000002    |
| 19. April 2005     | 00104.000  | 00018.900  | 00041.023 | 00000057    |
| 20. April 2005     | 00143.000  | 00213.000  | 00046.930 | 00000057    |
| 21. April 2005     | 00202.000  | 00341.000  | 00019.755 | 00000057    |
| 25. April 2005     | 00568.000  | 00234.000  | 00088.012 | 00000382    |
| 1. Mai 2005        | 01.020.000 | 00423.000  | 00026.062 | 00044.022   |
| 3. Mai 2005        | 01.140.000 | 00461.000  | 00028.109 | 00051.287   |
| 10. Mai 2005       | 01.122.000 | 00549.000  | 00030.296 | 00079.216   |
| 15. Mai 2005       | 02.960.000 | 00512.000  | 00032.715 | 00065.648   |
| 20. Mai 2005       | 02.070.000 | 00699.000  | 00186.894 | 00084.790   |
| 28. Mai 2005       | 01.420.000 | 01.190.000 | 00032.830 | 00102.985   |
| 3. Juni 2005       | 01.800.000 | 00920.000  | 00166.496 | 00103.211   |
| 14. Juni 2005      | 01.270.000 | 00423.000  | 00033.593 | 00096.566   |
| 23. Juni 2005      | 01.280.000 | 00466.000  | 00044.114 | 00111.943   |
| 7. Juli 2005       | 01.410.000 | 00454.000  | 00051.800 | 00118.671   |
| 30. Juli 2005      | 01.620.000 | 00555.000  | 00051.746 | 00119.283   |
| 23. August 2005    | 01.600.000 | 01.280.000 | 00050.469 | 00106.432   |
| 29. August 2005    | 01.530.000 | 01.250.000 | 00050.677 | 00096.257   |
| 18. September 2005 | 03.740.000 | 01.200.000 | 00046.616 | 00094.928   |
| 20. September 2005 | 03.820.000 | 01.130.000 | 00052.813 | 00094.884   |
| 30. Oktober 2005   | 03.570.000 | 00955.000  | 00052.223 | 000095.329  |
| 12. Dezember 2005  | 03.070.000 | 00801.000  | 00067.820 | 00096.263   |
| 12. Januar 2006    | 02.020.000 | 00631.000  | 00055.486 | 00119.584   |
| 2. Februar 2006    | 02.160.000 | 00657.000  | 00054.883 | 00115.880   |
| 27. März 2006      | 01.830.000 | 00459.000  | 00044.241 | 00105.627   |
| 14. Mai 2006       | 00848.000  | 00298.000  | 00034.728 | 00077.219   |
| 6. August 2006     | 01.050.000 | 00381.000  | 00027.558 | 00074.791   |
| 18. Oktober 2006   | 00613.000  | 00351.000  | 00000 923 | 00070.517   |
| 28. Juni 2007      | 00344.000  | 00105.000  | 00039.175 | 00024.658   |
| 17. Juli 2007      | 00324.000  | 00114.000  | 00041.504 | 00026.270   |
| 20. November 2007  | 00156.000  | 00219.000  | 00070.400 | 00026.237   |
| 7. Februar 2008    | 00012.600  | 00359.000  | 00065.000 | 00025.003   |
| 4. April 2008      | 00144.000  | 00350.000  | 00056.400 | 00024.233   |
| 27. Juli 2008      | 00133.000  | 00389.000  | 00067.600 | 00022.493   |
| 11. September 2008 | 00136.000  | 00330.000  | 00067.600 | 00020.930   |
| 19. Januar 2009    | 00155.000  | 00324.000  | 00054.100 | 00018.514   |
| 8. April 2012      | 00059.600  | 00018.300  | 00017.200 | eingestellt |
| 27. Juni 2014      | 00022.900  | 0009.910   | 0009.430  | eingestellt |
| 18. Februar 2016   | 00014.100  | 00011.700  | 00011.700 | eingestellt |
| 12. März 2017      | 00011.500  | 00011.300  | 00011.200 | eingestellt |
| 4. November 2019   | 0006.590   | 00017.000  | 00017.000 | eingestellt |
| 30. Oktober 2021   | 0005.040   | 0008.380   | 0008.360  | eingestellt |

Die Werte wurden jeweils gegen 13 Uhr ermittelt, da auch der Wettbewerb um diese Uhrzeit gestartet wurde. Zu beachten ist aber, dass die Trefferzahlen Selbstauskünfte der Suchmaschinen und gerade bei großen Zahlen oft ungenau sind. Ab dem 25. April 2005 hatte die Hommingberger Gepardenforelle damit mehr Treffer als die Suchwörter Forelle (520.000 Treffer bei Google) oder Gepard (322.000 Treffer). In der Darstellung der Anzahl der Suchergebnisse als Prozent der maximalen Anzahlen ist ein Vergleich der Suchmaschinen untereinander möglich.
Seit 2009 nutzt Yahoo die Suche von Bing, wodurch sich die Anzahl an Ergebnissen angleicht.

## Offizielles Endergebnis vom 15. Dezember 2005
Google
1. www.hommingberger-gepardenforelle.de
2. www.hommingberger-gepardenforelle.net
3. de.wikipedia.org/wiki/Hommingberger_Gepardenforelle
4. www.hommingberger-gepardenforelle-page.de
5. www.heise.de/newsticker/meldung/58647
6. www.hommingberger-gepardenforelle-blog.de
7. www.informationsarchiv.com/webkatalog/Hommingberger-Gepardenforelle/60967.shtml
8. www.kde.cs.uni-kassel.de/lehre/ss2005/googlespam
9. hommingberger-gepardenforelle.zielbewusst.de
10. www.danielgal.de/hommingberger-gepardenforelle/hommingberger-gepardenforelle.html

Yahoo
1. hommingberger-gepardenforelle.zielbewusst.de
2. de.wikipedia.org/wiki/Hommingberger_Gepardenforelle
3. www.funana.de/hommingberger-gepardenforelle-news.html
4. www.ranking-check.de/gepardenforellen/_hommingberger-forelle_.html
5. www.danielgal.de/hommingberger-gepardenforelle/hommingberger-gepardenforelle.html
6. hommingberger.auctionant.de
7. gepardenforelle.terrikay.de
8. www.kde.cs.uni-kassel.de/lehre/ss2005/googlespam
9. hommingberger-gepardenforelle.malkusch.de
10. hommingbergergepardenforelle.blogspot.com

MSN
1. www.hommingberger2gepardenforelle.de/?Hommingberger%20Gepardenforelle
2. hommingberger-gepardenforelle.malkusch.de
3. www.hommingberg-gepardenforelle.de
4. www.hommingberger-gepardenforelle-0.info/_Hommingberger_Gepardenforelle_.html
5. www.hbgf.de
6. www.hommingberger-gepardenforelle.de
7. www.hommingberger0gepardenforelle.de/?Hommingberger%20Gepardenforelle
8. gepardenforelle.nophia.de
9. gerech.net
10. www.estivo.de/?hommingberger-gepardenforelle

Seekport
1. www.heise.de/ct/SEO-Wettbewerb
2. www.hommingberger-gepardenforelle.de
3. de.wikipedia.org/wiki/Hommingberger_Gepardenforelle
4. www.gepardenforelle-hommingberger-gepardenforelle.de
5. www.hommingberger-gepardenforelle-fisch.de
6. gepardenforelle.nophia.de
7. hommingbergergepardenforelle.blogspot.com
8. www.funana.de/hommingberger-gepardenforelle-news.html
9. www.lenz-online.de/hommingberger-gepardenforelle
10. www.hommingberger-gepardenforelle.net

## Kritik
Der Versuchsaufbau war insofern unrealistisch, als eine Seite normalerweise für Suchbegriffe optimiert werden muss, die schon lange Zeit im Netz benutzt werden. Da außerdem auch das Alter einer Seite in die Bewertung durch eine Suchmaschine einfließen kann, wurde das Ranking der Webseiten und die erforderlichen Tricks womöglich gegenüber einer typischen realistischen Problemstellung verzerrt. Ob dieser Effekt bei einer Wettbewerbsdauer von acht Monaten signifikant oder zu vernachlässigen ist, kann kaum verlässlich beurteilt werden.
Als grundsätzliches Problem des Wettbewerbs wird genannt, dass damit der Trend zur Optimierung einer Seite auf Suchmaschinen verstärkt und die Interessen der Web-Nutzer weiter in den Hintergrund gedrängt wurden. Da in einem immer größeren Maße Internet-Suchmaschinen oft das einzige Mittel darstellen, gewünschte Informationen zu finden, nehme deren Bedeutung für Autoren zu – und damit zum Teil die Bedeutung für Menschen, für die Webseiten eigentlich gemacht werden sollten, ab.
Zudem werfen Kritiker dem heise-Verlag, der mit seinen Internetdiensten selbst Suchmaschinenoptimierung anbietet, eine Verknüpfung des Wettbewerbs mit eigenen kommerziellen Interessen vor.
Der wissenschaftliche Ertrag der Forellenstudie ist insgesamt nicht besonders groß. Es hat sich zwar herausgestellt, dass bei den verschiedenen Suchmaschinen durchaus unterschiedliche Seiten die besten Ranking-Positionen erreichen, aber die Ursachen dafür bleiben weiterhin ziemlich undurchschaubar. Ein Teilnehmer gab an, dass er sich aus beruflichen Gründen nur auf Google konzentriert habe.

## Kunstwerke
Viele der eingestellten Seiten verstehen sich als eigenständige Kunstwerke. Der Begriff führte zu fiktiven Artikeln auf archäologischen, biologischen, gesellschaftlichen, kulinarischen und anderen Gebieten. Es gab zum Beispiel Bildschöpfungen, Erzählungen, Berichte, Reportagen, Grotesken und Satiren.
Zum 20-jährigen Jubiläum veranstaltete die Zeitschrift C'T einen Fotowettbewerb. Da das Tier nicht in der freien Natur vorkommt, wurden die eingereichten Fotografien mittels KI-Generatoren erzeugt, eine Auswahl hier.

## Sonstiges
Die Zeitschrift c’t verwendet den Begriff zum Test von Sprachmodellen wie ChatGPT. Im Jahr 2024 beschrieb ein bekannter Textgenerator das nicht existierende Tier als echtes Tier, andere erkannten es als erfunden.